# Stanisław Babiarz
Stanisław Babiarz, ps. „Gerwazy”, „Gniewosz”, „Wysocki” (ur. 15 sierpnia 1900 w Wysokiej, zm. 24 listopada 1947) – major Wojska Polskiego, podczas powstania warszawskiego dowódca VIII Samodzielnego Rejonu Okęcie Armii Krajowej.  

## Życiorys
Syn Michała i Jadwigi, ojciec Krystyny Jadwigi Babiarz-Skoczkowej (ur. 1925). Początkowo, przez cztery lata, uczył się w Gimnazjum w Łańcucie, a następnie przez 2 lata w Szkole Rolniczej w Miłocinie na przedmieściu Rzeszowa.
Od listopada 1918 w Wojsku Polskim, w 5 pułku piechoty Legionów. W szeregach pułku uczestniczył w wojnie polsko-bolszewickiej, a po zakończeniu wojny pozostał w pułku jako zawodowy podoficer. Od października 1921 do maja 1922 uczestniczył w wojskowych kursach maturalnych w Wilnie. Od lutego 1925 był szefem kompanii ciężkich karabinów maszynowych w tym samym pułku. W 1928 ukończył Oficerską Szkołę dla Podoficerów w Bydgoszczy. Od 1938 był oficerem Korpusu Ochrony Pogranicza.
Od grudnia 1939 w konspiracji w ramach Służby Zwycięstwu Polski oraz Związku Walki Zbrojnej w Warszawie. Początkowo dowodził III batalionem „Narew” odtwarzanego 7 pułku piechoty Legionów AK. Po aresztowaniu dowódcy pułku kpt. Kazimierza Langa (pseudonim „Grzyb”) w lutym 1942, został powołany na dowódcę 7 pułku piechoty AK (kryptonimy „Madagaskar” – „Garłuch” – „Gromada”) oraz komendantem VIII Samodzielnego Rejonu Okęcie (posiadającego prawa obwodu Okręgu Warszawa AK). 11 listopada 1943 awansowany do stopnia majora służby stałej. 

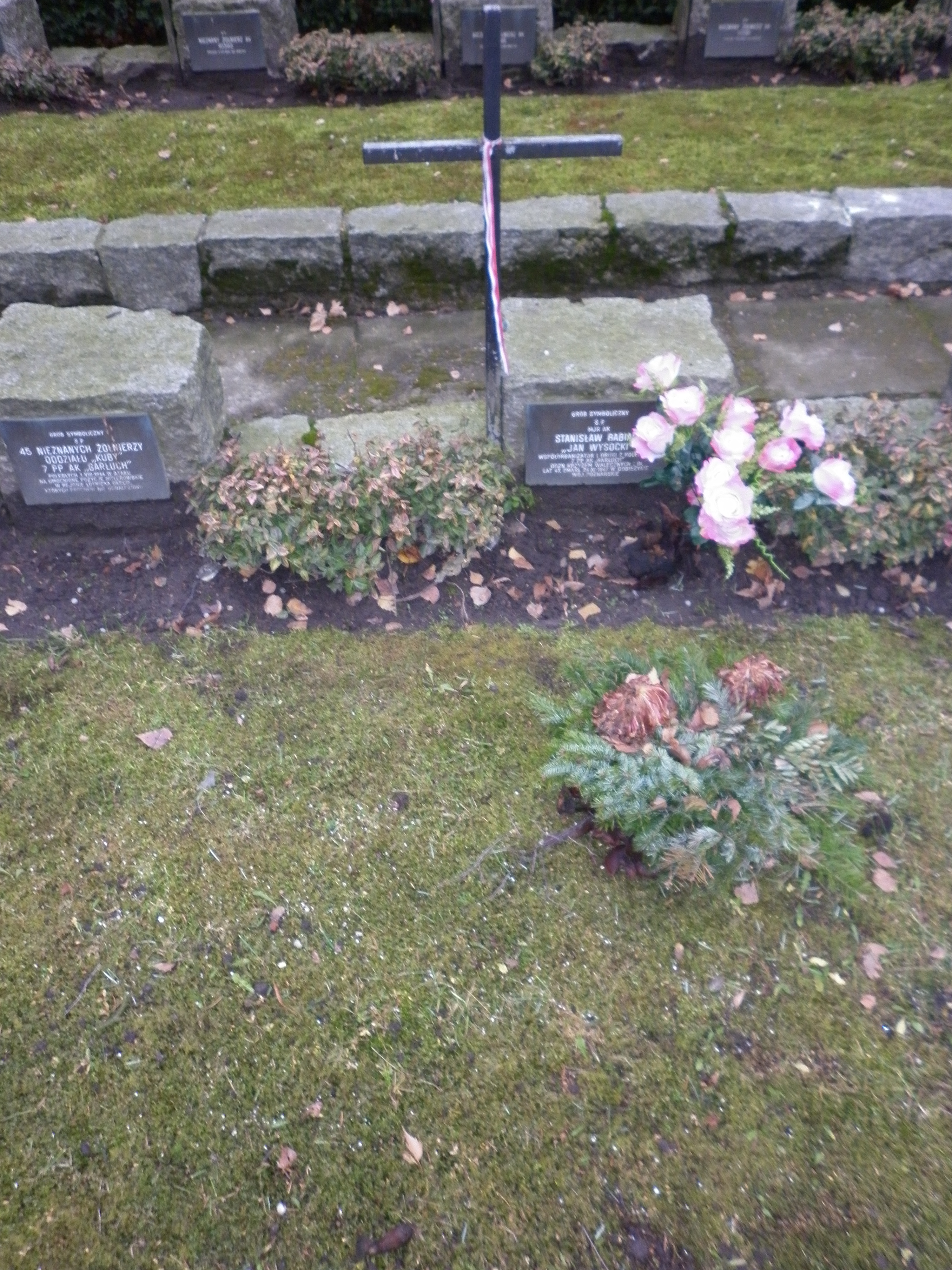
Grób Stanisława Babiarza na Cmentarzu Wojskowym na Powązkach

W czasie powstania warszawskiego dowodził VIII Samodzielnym Rejonem Okęcie i 7 pułkiem „Garłuch”, początkowo pod pseudonimem „Gerwazy”, a od 9.VIII.1944 ponownie „Wysocki”. Wskutek rażącej dysproporcji oddziałów i uzbrojenia pomimo sprzeciwu dowódcy okręgu, o godz. 16.00 odwołał przewidywany atak na lotnisko Okęcie. Rozkaz ten nie dotarł do wszystkich oddziałów. Oddziały pułku zostały rozbite, zaś mjr Babiarz przeniósł 2 sierpnia miejsce postoju do Ursusa. Po upadku powstania uciekł z obozu przejściowego i ukrywał się w Ursusie i Piastowie. Od 1945 mieszkał w Buku k. Poznania, gdzie w 1947 zmarł na gruźlicę. Pochowany na Cmentarzu Wojskowym na Powązkach (kwatera 28A-2-8).

## Ordery i odznaczenia
- Krzyż Walecznych (1944)
- Medal Niepodległości (17 marca 1938)[3]
- Warszawski Krzyż Powstańczy (pośmiertnie, 1983)
- Medal 10 Rocznicy Wojny Niepodległościowej (Łotwa)[4]

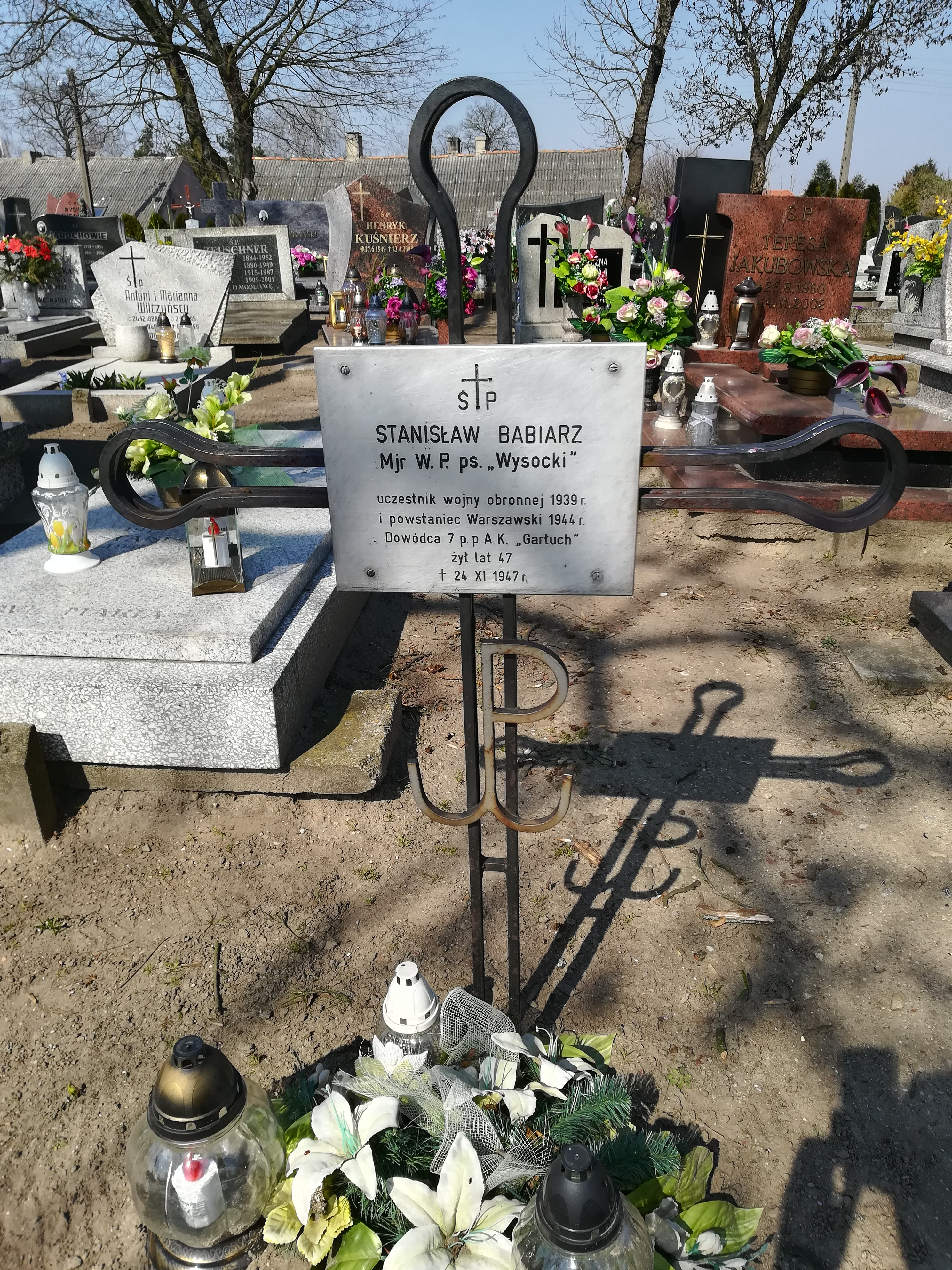
Grób symboliczny St. Babiarza na cmentarzu św. Rocha w Buku.